# セキレイ (漫画)
『セキレイ』は、極楽院櫻子による日本の漫画作品、およびこれを原作としたテレビアニメ作品。2004年、スクウェア・エニックス『ガンガンYG』創刊号から掲載。その後、同年末より誌が『ヤングガンガン』に改名したのを機に、第1話から改めて連載している美少女恋愛浪漫活劇。2015年17号で完結した。
極楽院は単行本コメントで「構想2年、丸々ボツを食らいながらも勢いだけで完成にこぎつけました。ギャルゲーをプレイするような感じで読んでください」と述べている。2007年7月にドラマCDが発売され、2008年7月から9月までテレビアニメが放映され、2009年10月にはゲームが発売。さらに2010年7月から9月までテレビアニメ第2期『セキレイ〜Pure Engagement〜』が放映された。
2017年10号より、最終戦後のエピソード『セキレイ 彼女のいない365日のこと』が連載された。2019年4月時点でコミックス累計発行部数は340万部を突破している。

## あらすじ
2020年新東帝都。
冴えない浪人生・佐橋皆人は2浪が決まった帰り道の途中、空から降ってきた不思議な少女・結と出会う。
空腹で倒れた結を自宅で介抱すると、結は突然皆人に惹かれキスを交わす。結の正体は「セキレイ」と呼ばれる異能の戦士であり、皆人はセキレイを羽化させる力を持つ「葦牙（あしかび）」と呼ばれる存在であった。
更には皆人の元に、帝都を支配する超巨大企業M・B・Iの社長・御中広人から直接電話が入り、108羽の「セキレイ」とその「葦牙」による生き残りを掛けた闘い「鶺鴒（せきれい）計画」の存在と、広人がそのゲームマスターである事を聞かされる。
はじめは戦いに巻き込まれ守って貰うばかりだった皆人だが、身体を張り、時には命を賭けて草野、松、月海、風花、焔といった他のセキレイ達とも絆を結び、彼女達を羽化させ家族同然の仲間となっていった。
多くのセキレイ・葦牙達との出会いや戦い、別れを経験し、皆人とセキレイ達は大きく成長していく。そして鶺鴒計画の進行と共に激化していく戦いの中で、セキレイ達の過去や秘密、その本当の正体が明かされていく。

## 登場人物
※担当声優はドラマCD版 / アニメ版およびサウンドステージの順。

### 「北」陣営

#### 皆人とそのセキレイ
佐橋 皆人（さはし みなと）
声：立花慎之介 / 同左
173センチメートル、59キログラム
本作の主人公。都会に憧れて和歌山の実家から上京。新東帝都大学合格を目指すが、二回落ちている浪人生。失意と呆然の帰り道で光・響に追われていた結と偶然に遭遇し、彼女を羽化させたことで御中から自分が葦牙というセキレイを御する存在であると知らされる。結と同居したことで大家に睨まれ、下宿を追い出されたが、家捜しの末に出雲荘へ入居。鶺鴒計画に巻き込まれる中、数々のセキレイ、そしてそれを取り巻く人達と交流していく。
誰にでも優しく、控えめな性格。父親が行方不明であり小さい頃から母（高美）、祖母、妹（ユカリ）の家族構成で育ってきたため、家族と女性には全く頭が上がらない。加えて女性免疫に乏しく、スカートの中を見ただけでも鼻血を噴出してしまう。実は小中高と常にトップクラスの成績を収めており、新東帝大で出された過去の入試問題（松が手を加えさらに難しくなっている）を全問正解するほどの学力を持っているのに、本番でそれを発揮できない、いわゆる極度のヘタレ。だが、いざという時には全力で事にあたり、結達に比べて非力な自身を自覚しつつ、彼女達を守ろうとする強い意志と行動力を持つ。
鶺鴒計画に関しては、守秘義務によって第三者への漏洩を禁止されているということ以外に詳しいことはあまり分かっていなかった。しかしハルカ・久能の帝都脱出作戦の際に母親が鶺鴒計画に深く関わっていることを知り、その後自分の意志で、これまでの計画の全容を松から教えてもらう。そして自身の正体を明かした美哉から、鶺鴒計画だけでなく「セキレイ」という存在に関するすべての歴史を教えられることになる。
6羽もの有能なセキレイ達（うち4羽がシングルナンバー、さらにそのうち2羽が元第一期懲罰部隊）を羽化させ、懲罰部隊と直接対戦し、手助けの形でありながら初めてにして唯一、葦牙とセキレイの帝都脱出を成功させている。そのため、北の般若のもとにいる曰く付きの葦牙として知られるようになり、一部の葦牙達から北の葦牙と呼ばれるようになった。
氷峨に指摘されるまで自分の父親が御中である事に全く気がついていなかった。
結（むすび）
声：川澄綾子 / 早見沙織
161センチメートル、48キログラム、B97 / W58 / H89
本作のヒロイン。No.88。佐橋皆人が最初に羽化させたセキレイ。活発系の美少女で、体格はどちらかと言うと華奢ながら作品中No.2の巨乳の持ち主。ミニスカート風の巫女装束を普段着用しており、他にはユカリの古着である体操着とブルマーがお気に入り。長い黒髪を一本結びにしており、加えて長いアホ毛がある。
性格は明朗快活で天然ボケ。さらに負けず嫌い。当初は羞恥心に欠けており、はしたない姿を晒しては（皆人の前で平気で全裸になる、胸を触らせるなど）美哉から「慎みがない」と度々叱られ、以後は結なりに「慎みを忘れない」ように心がけているが、どこか微妙にズレていたりと大した進歩はしていない。
強い相手と出会うと戦いたくて体がうずうずしてしまうほどの好戦派であるが、弱い者には優しく、またそれらを虐める者には容赦がない。
自称・拳系（近接格闘系）のセキレイで、華奢な体に似合わぬ怪力、機動力、スタミナの持ち主（月海曰く「体力バカ」）。体力に物を言わせ短時間の飛翔能力を持つが、天然ボケのため落下時及び着地のことは考えていない。セキレイということを差し引いてもものすごい大飯喰らいで、唯一作れる料理のカレーライスはその基本が特盛りのため、皆人にとって彼女の食事はややトラウマと化している。
皆人を心から大切に思っており、その直向さは皆人の内外に大きな影響を与えている。しかし、月海の登場と皆人が彼女にも惹かれ始めたことで、表情には全く出ないものの、激しい嫉妬を燃やすようになった（このとき、背後に巨大なグリズリーのイメージが出現する）。ただし、月海たちのことは同じ葦牙に仕える仲間として大事に思っており、現在の環境自体はとても幸せに感じている模様。
現在の懲罰部隊筆頭（三代目）である鴉羽と何故か親しく、2人の間には「残りの2羽まで生き残り、最後の勝負をする」という約束が交わされている。それに勝利し、全ての敗北したセキレイを再び葦牙の元に戻すことを目標に、日頃から美哉の元で猛特訓中。
高美曰く、「セキレイの中でも訳ありの存在」。ハルカと久能の帝都脱出の際、懲罰部隊の紅翼に倒され鶺鴒紋が消えるが、皆人の結を愛する思いが結女の意識を呼び覚まし再起動。紅翼を撃破した後に結女は再び眠りにつき結は意識を取り戻す。これ以降、ごく稀に結女が表に出てくることがあるが、結女が出てくる時は結の意識は消失しているため、結自身にはその間の記憶がない。ただし「結女に助けられた」という認識はあるらしい。
羽化前の焔を助ける為の戦いで、新技の「熊拳（くまけん）」を習得。第参段階・第参回戦では祝詞を使った技として「熊流星（くまりゅーせい）」を披露。
草野（くさの）
声：田村ゆかり / 花澤香菜
108センチメートル、17キログラム、B54 / W54 / H54
皆人の2番目のセキレイ。No.108。「緑の少女」または「ラストナンバー」と呼ばれている。身長とほぼ同じ長さの長髪、白のワンピースを着ている幼女で、あだ名はくーちゃん。植物とは距離に関係なく心を通わせることができ、植物を通して誰かに自分の声を伝えたり、急激に成長させる能力を持ち、一時は新東帝都植物園の草木をジャングル化してしまった。お守りとして小さな鉢植えを携帯するようになり、有事の際にはそれを使って相手を威嚇する。帝都脱出計画の際は、その能力で、駅前の検問所のM・B・I私設軍を足止めさせた（アニメ版では、橋の近くの検問所で一度は足止めに成功するも、別の私設軍に包囲され、窮地に追い込まれたところを松に救われた）。また、計画に参加しようとしない月海に「お手伝いしないのは妻じゃないもん」と言い、参加するきっかけを作った。
幼さと羽化するまでの境遇ゆえか、怖がりで寂しがり屋。皆人とみんな仲良しなのが大好きで、ケンカが大嫌い。
「大きくなったらお嫁さんにしてね」と言うなどストレートに皆人に感情をぶつけるばかりか、アニメ版では月海を度々出し抜くなど、本人に自覚はないが、したたかな面も持つ。
松と月海の喧嘩を収めてしまうなど、他に有無を言わさぬ存在感を時々見せる。出雲荘の住人のほとんどが彼女に泣かれると困るので、出雲荘における喧嘩の仲裁などでは美哉に次ぐ強制力を持つ。
作者によると初期のプロットでは中学生くらいの容姿だったが、儚さを出すために外見年齢が下げられ、最終的に現在の幼女となった。現在の作者のホームページのトップ絵は設定変更途中の草野である。
松（まつ）
声：松岡由貴 / 遠藤綾
161センチメートル、47キログラム、B95 / W59 / H91
皆人の3番目のセキレイ。No.02。三つ編み美人で丸眼鏡がトレードマーク。結に次ぐ巨乳を誇り、スタイルは非常に良い。通常、白衣を連想させるようなゆったりと裾の長い（ただし深いスリット入り）ワンピース型の服を着用しており、その上に半纏を羽織っていることも多い。ある理由によってM・B・Iに追われており、美哉によって出雲荘の201号室（隠し部屋）に匿われている。そのため、千穂救出作戦（アニメ版では帝都脱出計画）までは出雲荘の外に出ることは滅多になかった（皆人がまだ出雲荘に入居する前に街中で偶然に遭遇しているため、皆無ではなかった模様）。
自称“軍師”。メカマニアにしてオヤジギャグ大好き、エッチネタが好きな自他共に認めるエロ魔人であり、何かにつけて良く服を脱ぐ。しかしその残念な言動からは想像し難いが実は凄腕のハッカーで、超大国の軍事衛星をあっさりハッキングしてしまうほどの腕前を誇る頭脳派の「智のセキレイ」である。M・B・Iの超極秘データベースもハックしていることから、セキレイや葦牙、そして鶺鴒計画に関する知識も豊富（皆人のこともここで初めて認識した）。自室にはいくつものPCとモニターが並んでおり、そこで帝都やセキレイの動きを観察し皆人達をサポートする。知識欲も豊富なため、色欲魔人にして識欲魔人と言われている。人工衛星などの電子機器に繋がる能力を持つが、一方通行でこちらからは干渉することはできず、ただ覗くだけである（そのため情報を操作するためにはPCが必要）。また、最初期に覚醒したセキレイの一人であるため、鶺鴒計画に関する様々な出来事の多くを知識だけでなく実際に体験してきてもいる。元第一期懲罰部隊のメンバーであり、「隠居」前の美哉を直接知る一人である。美哉以外で「神器」の秘密を知っていた唯一のセキレイでもあった模様。
皆人の本妻争奪戦では他の3羽と違う立ち位置で、昼メロのようなドロドロした展開を期待しつつ、成り行きを観察しながらも皆人を相手に「実験」するべく常に隙をうかがっており、その度に美哉に睨まれている。
アニメ版では、帝都脱出計画でM・B・I私設軍に包囲された草野を救うため、バイクに乗って外出した。
月海（つきうみ）
声：田中理恵 / 井上麻里奈
165センチメートル、47キログラム、B94 / W57 / H88
皆人の4番目のセキレイ。No.09（最後のシングルナンバー）。かなりの巨乳だが、出雲荘では他にも巨乳が多いためサイズでは4番目である。古風な言葉使いが特徴で、性格も古風にして気丈。かつては葦牙を嫌い、自分の葦牙を見つけたらその手で殺そうと考えていた。理由のひとつは「人間が下等なサルだから」と称していたが、本当は葦牙と「まぐわう」のがとても恥ずかしいから。また最強のセキレイを目指しており、その当初の理由が葦牙不要であることを証明する為であったが、羽化してからは「ミナトと添い遂げる為」と変わっている。要するに典型的なツンデレ。強風や激しい動きでミニスカートが捲れる場面が多いため、風花に「パンツ丸見えちゃん」などと呼ばれる。
水を操るセキレイ「水のセキレイ」。シングルナンバーということもあってかその実力は高く、羽化前に襲撃に来た光と響をあっさり追い払い、懲罰部隊とも互角以上に渡り合った。焰をライバル視しているが、当人からは相手にされていない（篝を目の前にしながら、その正体に長いこと気付かなかった）。
他のセキレイと違い、小さい頃からM・B・Iの施設ではなく調整者である宮島の自宅で調整され育てられた。シングルナンバーでありながら美哉の正体を本人から明かされるまで知らなかった（月海以外のシングルナンバーは全員知っていた。ただしNo.07になる予定だった秋津も知っていたかどうかは不明）。
羽化した早々に出雲荘の面々へ皆人の本妻を宣言。結を妾呼ばわりし、皆人を巡る本妻争奪戦の火種となった。しかし恋のライバルが多いのと皆人が自分だけを見てくれない為に心中穏やかではなく、取り分け結の存在は気になる模様。ただし、結の実力や人柄は認めており、後に「吾が友」とまで公言している。皆人に対しては完全にべた惚れの状態である。
皆人を巡る本妻争奪戦とそれに伴う嫉妬心は結果として結や月海本人のパワーアップに繋がっており、シナリオ上重要度が増してきている。
「水祝（みずいわい）」、「水龍」、「水矢（みずのや）」、「ヤマタノオロチ」等を放つ。また美哉との特訓の末に身に付けた、腕に水を纏わせて剣を形成する「水劔（みずのつるぎ）」、祝詞を使っていくつもの水玉を宙に浮かせ、一度に破裂させて大波を起こす「潮満球（シオミツタマ）」がある。
指先を唇に当てる仕草、乳房の下で腕を組む仕草が、たびたび描写される。
自分自身を含めて厳しいルールを遵守しようとするが、皆人の要求には逆らえず無理矢理自分を納得させて折れている。
風花（かぜはな）
声： - / ゆかな
170センチメートル、53キログラム、B98 / W60 / H92
皆人の5番目のセキレイ。No.03。ボディコンな衣装を着用する妖艶な美女。結をも上回る作中一番の巨乳を誇り、また身長も皆人のセキレイの中ではもっとも高い。かなりの気分屋で、また闘いより酒の方が好きという無類の酒好きでもあり、アニメ第2期第弐羽では二日酔い明けにかかわらず一升瓶一本を飲み干した後に松が冗談で渡した実験用アルコールをがぶ飲みし、さらに皆人が紅翼に拉致された酒蔵でまた酒を飲んでいながら、全く酔わずに紅翼と灰翅を相手に闘った。後輩セキレイたちのことは妹たちと思っている。
かつて御中のセキレイとなることを望んでいたがフラれてしまい、鶺鴒計画そのものに興味を失って出雲荘から離れていた。しかし成り行きで皆人と出会ってから彼が御中に似た容姿を持つことで興味を示し、ハルカ達の帝都脱出作戦の際に皆人を葦牙と認めて羽化し出雲荘に舞い戻った（アニメ版ではこのエピソードで羽化せず出雲荘に戻り、第2期第参羽にて羽化した）。御中に惚れていたためか、皆人と高美、そして御中との関係は出会う前から知っていたらしい。元第一期懲罰部隊のメンバーであり、松と同様「隠居」前の美哉を直接知る一人である。
風を操るセキレイであり、羽化前の時点で月海からまんまと逃げおおせたり、鈿女の背後を取って鶺鴒紋に触れた程の高い実力を持つ。「セキレイは恋に生きるべき」を信条としており、新しい恋の相手として皆人を選んでいる。しかし御中に対してもまだわずかに未練がある模様。
鈿女の境遇に同情し、その解決の為に「皆のおねーさんだから」と言いつつも皆人を助けており、千穂を救出できても鈿女が機能停止した時には、後で鈿女のための祝杯を用意するほど人情味に溢れている。だが皆人に指摘されると照れ隠しに発情した振りをしている。
桜吹雪を放つ「花旋風」、「花宴」、「花桜」、「花の舞」等の必殺技を使う。
焰（ほむら）
声：平田宏美 / 甲斐田ゆき
173センチメートル、53キログラム、B82 / W61 / H81
皆人の6番目のセキレイ。No.06。当初は男性だったセキレイで、普段はホストをやっている。源氏名は篝（かがり）で、店のナンバー1。黒尽くめのスーツとコートを着用し、セキレイとして活動する時は顔の下半分をマスクで隠す。クールだが愛想良く、ややキザな所がある。ほうれん草が嫌い。人に触られることも嫌いだと発言したことがあるが、これは相手が葦牙であった場合のみに限られる可能性がある。苛立つと煙草を吸うのが癖。
美哉とは友人づきあいをしており、高美とは鶺鴒計画に関する情報を交換し合う関係。月海からは一方的にライバル視されている。御中を「殺す」と宣言しているがそれは鶺鴒計画の妨害、もしくは中止を狙っているのか個人的な恨みであるのか定かではない。
高美に頼まれて「セキレイの守護者（ガーディアン）」となっていた炎使いであり、かつては羽化前のセキレイを不当に襲う者を追い払うべく日夜の新東帝都を駆け回っていた。戦闘能力は高く、羽化前の時点では最強とも評される。実際幾度となく光・響や月海を難なく退け、蜜羽の攻撃をものともしなかった。
セキレイNo.06ではあるが、おそらくセキレイのプロトタイプではないかと建人と高美は推測している。それ故にか能力が非常に不安定で、一度は自らの能力によりメルトダウン（焔曰く「セルフ火葬」）しかけたことがある。また身体の雌雄も実際は未分化に近く、どちらにもなれる不安定な状態だった。本人はこれを「なりそこない」と表現し、調整者の建人に対しても多少遺恨を抱いていた模様。どの葦牙にも選ばれず自らは誰も選ばないことを望んでいたが、羽化前最後の1羽となったセキレイである自分自身を狙う者達から決別すべく己の能力で自決しようとしたところを、皆人が羽化させたことによって命を救われる。もともとメンタル的には男性寄りであり、肉体もしばらくは男性で固定していたが、皆人と感応したことで胸が膨らむなど肉体が女性寄りに変化してきている。羽化した後は、メンタル的にも女性側に寄りはじめているのではと思わせる描写がある。
羽化後は、皆人の「篝（焔）自身の意思を大事にし、決して無理に変えたりしない」という言葉に感銘を受け、彼のセキレイとして生きることを改めて決意する。なお、皆人からは本名を知られた後も「篝さん」と呼ばれている。
「炎龍（えんりゅう）」、「蛇炎（じゃえん）」、「炎の壁」、月海の「水龍」と「炎龍」の合体技「水蒸爆竜（スチームドラゴン）」等の技を使う。

#### 出雲荘
浅間 美哉（あさま みや）
声：大原さやか / 同左
161センチメートル、45キログラム、B87 / W56 / H87
出雲荘の管理人である、常に和服姿の美しい未亡人。亡夫は浅間建人。建人の月命日には欠かさず墓参りに行く。とても温厚で世話好きである一方、笑顔で物騒な話やキツいことを言ったりする一面もある（瀬尾のことを「クズの人」と言うなど）。常に微笑を絶やさないが、怒ると背後に般若の面が浮かぶ（怒ると般若が出現するのは建人も同じ）。
居合いの達人であり、その他にも結の正拳を鍋蓋で易々と受け止めたり、結や月海との稽古で息一つ切らさず彼女たちを圧倒するなど、凄まじい実力の持ち主。その強さゆえ他のセキレイや葦牙が手を出せず、「北の般若」として実質的な帝都北側の主となっている。
実はセキレイNo.01 (No.00) で、厳密には「人間でもセキレイでも無い者」。建人が葦牙ではなかったため未羽化であり、鶺鴒紋が無い。御中が見つけた108の生命体の中で唯一成体で保管されていた個体。第一期懲罰部隊筆頭を務めていた（=初代筆頭）が、その記録はM・B・Iのデータベースからは抹消されている。強さは鴉羽曰く「別次元」であり、海岸から剣を振った衝撃波だけで、海上を航行する軍艦を簡単に沈められる程の力を持つ。現時点では鴉羽と対等に渡り合える唯一の個体と言われている。その鴉羽に対してははっきりと敵対する言動を取っているが、その詳細な理由については明かされていない。全てのセキレイの「女神様」であるが、姉と言わないと脅される（うっかり「お母さん」と口走ってしまった焔に対して、背後に般若のイメージを浮かべて訂正を迫った）。現在の本名「浅間美哉」は、建人との結婚後の名前。
建人のことが「自分の役目も見失う程に」好きで、彼と一緒にいたくて「神の座」を降り、懲罰部隊を抜け、「十握剣」を捨てたと語っている（鴉羽曰く「隠居」）。しかしそれが結果的に建人の死を招いたとも言っている。詳細は不明だが、松の言葉などから「神器」の存在が関わっている模様。
M・B・Iによる鶺鴒計画、「神器」の秘密、そして「セキレイ」という存在そのものについて全てを知っている。本心では自らの手で御中を殺し計画を葬り去りたいと思っているが、自分が動けばM・B・I側についている鴉羽達も動き、結果的に帝都に多大な被害を及ぼすことになるのを懸念して、座して語らず、自らの正体や過去を封印して計画の行く末を見届けようとしていた。しかし、千穂救出とそれに伴う鈿女の機能停止をきっかけに、皆人のもとに集まったセキレイたちの思いと彼女たちに対する皆人のまっすぐな気持ちに心を動かされ、再び表舞台に立つことを決意。皆人に自身の正体を明かすとともに、鶺鴒計画および「セキレイ」という存在そのものについての全容を教えた。
No.00は葦牙とセキレイの魂の裁定をする者であり、美哉がその責を担っていたが、最終的に残った結と嵩天で対決し敗れたことにより、結にその責は委ねられた。
鈿女（うずめ）
声：小林ゆう / 生天目仁美
163センチメートル、45キログラム、B95 / W57 / H90
No.10。当初、出雲荘の住人で、203号室に在住。軽装、薄着でいることが多く、また部屋には着ぐるみやコスプレ衣装が大量に置いてある。楽天的で賑やかし。皆人をからかって遊ぶ一方で千穂の身を常に案じており、そのことになると途端に脆くなってしまう。身に纏った比礼（ひれ）を操る能力を持ち、それを使って攻撃を行うが、本来は闘う気など全くない。
葦牙である千穂を大切に思っており、彼女の病気の治療を条件に「東」陣営に与し不本意ながら闘いを繰り返す。なお自分の素姓を明かさないために、倒したセキレイを放置するという礼節を欠いた闘いを繰り返していた。風花と皆人が出雲荘に戻って間もなく、出雲荘を出る。鶺鴒計画第参段階では椎菜と共に神器獲得者に闇討ちをするようになる。
風花には自身の正体（比礼の鶺鴒）を知られており一度は風花に勝負を申し込むが、あっさりと技を避けられ、後に敗北。しかし、風花に酒を奢る事で見逃される。風花のことを「姐さん」と呼び慕っている。
原作では氷峨の指示により、紗緯 / 鵐と共に出雲荘を襲撃するが、皆人に千穂救出作戦を知らされ、千穂の安全が確保された後皆人についた。だが風花 / 焔に倒された紗緯が最後の力で放った攻撃から皆人をかばって重傷を負い、千穂を託して機能を停止し、M・B・Iに引き取られる。
アニメ第2期では氷峨の策略により結に勝負を申し込むが、互角の戦闘により互いに力尽き勝負は引き分ける。後に氷峨のセキレイ豊玉と壱哉の襲撃を受け、結を庇い機能を停止する。最後は出雲荘の仲間達に見送られながら、皆人に千穂を託して別れを告げた。比礼の力を使った技として「ショールランス」という技を持つ。
最終決戦の後、再び目覚めた鈿女は千穂と再会して再び婚いだ。

#### 皆人の協力者
瀬尾 香（せお かおる）
声：中井和哉 / 小西克幸
185センチメートル、65キログラム
光と響の葦牙であり、生前の建人の親友。アルバイト先の工事現場で皆人と知り合い、彼の人柄を気に入り友人となった。老けて見られるが皆人とは見かけほど年は離れていない。女性にセクハラをして、粗暴で金にうるさく、さらに図々しくて他人の迷惑をものともしない、一言で言えば「ガラの悪い」人物だが、情に厚く、男気溢れた所があり、頼りになる存在でもある。大学6年生で現在はまったく通学せず請負業で生計を立てているが、不規則で不安定な収入では足りないので光・響がアルバイトを掛け持ちし生活費を工面している。お金がなくなると美哉を頼って出雲荘へ飯をたかりに行ったりする（そのため美哉には「クズの人」と言われている）。
建人とは大学の友達で建人がM・B・Iに入ってからも親友付き合いをしていた。鶺鴒計画に関するさまざまな事情に詳しく、美哉とも建人が存命の頃からの顔なじみで「美哉ちゃん」とちゃん付けで呼んでいる。もともと建人の家だった出雲荘に美哉が建人とともに住むようになった当初、まったく家事のできなかった建人と美哉にかわって家事一切を取り仕切り、美哉に料理を一から教え込んだ。また出雲荘の建物の維持管理も頼まれていたらしく、建人の依頼で出雲荘201号室へ続く隠し扉を作ったのも彼である。このように、見かけによらず何でもこなす器用さがあり、高い家事能力の持ち主である。
建人の死の経緯も知っており、そのため御中を許せないと思っている。建人によって「服（まつ）ろわぬ葦牙」と呼ばれる特別な能力を授かっている模様。
後に4児の父となるがその後もその調子であり、いざとなったら実家を頼る計画を立てている。
光・響（ひかり・ひびき）
声：甲斐田裕子・根谷美智子 / 同左
166センチメートル、58キログラム、B93・79 / W58 / H90
瀬尾のセキレイ。光がNo.11で響はNo.12。息の合った双子で、アルバイトの制服姿が多く、戦闘時はボンデージファッション。黒服・巨乳で気性の激しい光と、貧乳で光を宥める役の響で常に一緒に行動する。2人とも電撃を操るセキレイで、強力なコンビネーション技も持つ。第壱段階では（すべて焰に妨害され、結果的に一度も成功しなかったが）「羽化前のセキレイを鶺鴒計画に巻き込ませない」という目的で、羽化前のセキレイを専門に襲うというルールに反した行いをしていた（第1話で羽化前の結を狙っていたのは、それが理由）。瀬尾の生活費を補うため日夜アルバイトに追われ、他のセキレイからも「葦牙がクズの〜」と毎度言われるほど苦労人として有名。瀬尾とは常にケンカしているが、彼が月海を強引に羽化させようとするそぶりを見せた時は「浮気者！」と激しく怒ったり、第参段階の壱回戦で瀬尾を鉄パイプで殴り昏倒させた真田に激昂するなど、瀬尾の面倒はまんざらではない様子が随所に描かれている。その後、二人共瀬尾の子供を作り、雷蔵、雷電、雷明、雷豪を産む。二人共双子である。
二人が祝詞を唱える技は、天空から強大な雷を落とす「神鳴（かみなり）」。月海からはお笑い要員扱いされたが、焰曰く「負け犬根性がついてるけど、戦闘経験は僕より多い」とのことで、実は能力・実力ともにかなり高い。

### 皆人の主要関係者
佐橋 ユカリ（さはし ユカリ）
声： - / 阿澄佳奈
皆人の2つ年下の妹。現在は新東女子大学1年生。実家から皆人の下宿へ遊びに来たこともあるが、大学合格を機に上京してきた。キツい性格で小悪魔的。母・高美の態度から父親のことに気づいている。ダメ兄である皆人を口では「ヘタレ」と非難してはいるが、昔から自分を大事にしてくれる皆人を憎からず思っており、その気になればできる子なんだと誰よりも兄を信じている。
美形・美少年に大変目がなく、眼鏡に適えば年齢は関係ない様子。「美少年は国の宝」と豪語し、それを守るためなら何者をも恐れず、傷付けた者には怖ろしい制裁を与える。一方で皆人以上に性に関する免疫が乏しく、異性に対してはちょっとの性的興奮ですぐ鼻血を噴出し極度に興奮すると気絶してしまう。またかなりの巨乳好きであるらしく、結や月海の胸を見るやいなや興奮し、涎を垂らしながら触ろうとした。
偶然遭遇した椎菜の葦牙となり、彼の目的である草野探しに協力するため鶺鴒計画に率先して参加する。その過程において相手への容赦ない仕打ちから「悪魔の葦牙」として他の葦牙から恐れられるようになる。篝の事件の際、東の氷峨に遭遇し捕まって監禁されたが自力で脱出し、椎菜と共に第参段階四回戦に進む。
皆人とは電話で話すことはあるが何度もニアミスを繰り返しており、互いに鶺鴒計画に関わっていることは知らなかったが、第参段階四回戦にて皆人が探していた「くーちゃん」の葦牙であることを知る。
原作では、椎菜と出会う直前に訪れた出雲荘内で草野と対面している。しかしその時はまだセキレイの存在を知る前であり、またナンバーや「草野」ではなく「くーちゃん」というあだ名で呼ばれていたためそうと気づかなかった（アニメ版ではこのエピソードはなく、出雲荘に行く途中で椎菜と出会った）。
椎菜（しいな）
声： - / 石塚さより
ユカリが羽化させた極少数の男のセキレイ。No.107。目の覚めるような美少年で純真。触れた物を瞬時に腐敗させる能力を持ち、その力を使った技「死の庭（デス・ガーデン）」は祝詞を唱えた八嶋の武器を一瞬で粉砕、同時に機能停止させたほどの威力がある。また祝詞を唱える技「世界の終わりの庭（ワールド・エンド・ガーデン）」で、広範囲による攻撃が可能となる。同系統の能力を持つ草野とは兄妹のような関係。実際に草野からは「しーちゃん」と呼ばれており、大変に仲が良い。
離れ離れになってしまった草野を探すため、ユカリと共に鶺鴒計画へ参戦する。その強さと能力故に「死神のセキレイ」として恐れられ、ユカリと共に帝都では「北の般若」に次ぐ強力コンビと化している。東の氷峨に遭遇して戦闘するも、ルール破りの多人数により、ユカリ共々監禁され、彼女を人質に取られた状態で氷峨から不当な協力を強いられていた。その際氷峨から投げかけられた言葉でユカリと自分の関係に悩むが、ユカリと共に東陣営から抜け出す道を選ぶ。第参段階四回戦にてついに草野と再会した。
ユカリとは互いに惹かれ合う関係だが、抱きつくだけですぐ鼻血を噴き倒れてしまうユカリには些か呆れている。
アニメ版では原作より羽化が遅かったため、第弐段階終了時点で勝ち星0であったが、第2期第九羽にて八嶋を倒し勝ち星を得た。
日高 千穂（ひだか ちほ）
声： - / 石塚さより
鈿女の葦牙。病院に長期入院している。そのため外界の情報に疎く、自分の命を盾にされた鈿女が氷峨泉の命令で意に沿わない戦いを強いられている事を知らない。
原作では鈿女を救うために皆人が編成した救出チーム（松・月海・結・草野）により事情説明を受けた後、M・B・Iの医療施設へ逃亡し、一命を取り留め鈿女と携帯越しで話し合った。
アニメ版では、鈿女の機能停止後、彼女と会う事なくお別れになるが、彼女自身はそれを感じ取り涙を流した。皆人や結は鶺鴒計画に優勝し鈿女を彼女の元へ返す事を約束した。
鷸 ハルカ（しぎ ハルカ）
声： - / 岡本信彦
166センチメートル、54キログラム
久能の葦牙で2浪生。童顔で熱血系の青年。出身は京都。久能と共に鈿女に襲われていたところを結と月海に助けられ、その縁で皆人と接触。奇しくも皆人が追い出された下宿の同じ部屋に住み、年齢、更に新東帝大志望で上京組なのも一致したことで皆人と意気投合する。「違うのはセキレイが無能ってことだけか……」と久能の無能ぶりを嘆いているが、彼女のことは何よりも大切に想っている。久能の泣き叫びや歌に変な名前をつけることがあり久能からは嫌がれているが、ハルカ自身はかっこいい名前と思っている。あまりにも弱い久能のために帝都を脱出し、鶺鴒計画からのドロップアウトを決意。そのために協力してほしいと皆人に懇願する。皆人が頼った瀬尾の計画により帝都北側から鉄橋を渡り逃走を開始。途中で懲罰部隊の妨害に会うも、最後は風花の祝詞（アニメ版では、鈿女と風花の能力）によって久能と共に無事帝都からの脱出を果たした。
その後は皆人の元に近況を知らせる葉書が届く程度で殆ど登場しなくなるが、鶺鴒計画最終段階において、皆人を支援するべく、久能と共に戻って来る。
久能（くの）
声： - / 明坂聡美
157センチメートル、43キログラム、B80 / W56 / H88
ハルカのセキレイ。No.95。泣き虫で弱虫のドジっ娘。足が遅く力も弱いと、セキレイどころか人間と比べても貧弱な身体能力。さらにロクな技を持たないため、ただ逃げ回ることしか出来ない。そのため、ハルカからは事ある毎に「無能」呼ばわりされている。
祝詞なしでは「ビェェェ」と泣く大音量の泣き声、ハルカ曰く「絶叫のガン泣き」しか武器がない（『ピュンピュン丸』に登場する、ちび丸と鳴き声までそっくりな攻撃）。言ってしまえばただの大声なため、敵を一瞬怯ませられる程度でほとんど効果は無い。
祝詞を唱えた場合は、周囲（敵も味方も）の力を弱める歌（ハルカ曰く「ふにゃふにゃのうた」）を歌う。懲罰部隊や自身の葦牙のハルカの力も弱めたが、ひ弱なセキレイの彼女には負担が大きいのかすぐ吐血して終わってしまった。これらのことから音を操るセキレイと考えられる。
祝詞を唱えた勇気を結や月海に認められた。

### 「南」陣営
御子上 隼人（みこがみ はやと）
声： - / 福山潤
161センチメートル、51キログラム
帝都の南側に巨大な縄張りを持つ少年の葦牙で、世界有数の財閥である御子上家の跡取り。容姿端麗にして頭脳明晰、そしてスポーツ万能だが、性格は我儘で子供そのもので、友達もいない。若干バイセクシャルの気がある。不良に絡まれていたところを陸奥に助けられたことで鶺鴒計画のことを知り参加するようになった。「ゲームはルールを守る方が楽しい」という持論を持つが、強い独占欲や重度の収集癖から状況によっては自分で立てたルールさえあっさりと破る。葦牙の特性を悪用して手段を選ばず、セキレイ側の意思を無視して手当たり次第に羽化させたり、草野の捕獲に失敗した夜見を「役立たず」と罵るなど、セキレイをモノ扱いしているようなところがある。
自宅にはまだ多数のセキレイがいる様子。陸奥が元懲罰部隊とは知らされていなく、単に強いセキレイとしか思っていなかった。
陸奥（むつ）
声： - / 松原大典
185センチメートル、61キログラム、B83 / W68 / H83
御子上の側近、というよりは子守役のようなセキレイ。数少ない男性のセキレイである。No.05。黄色の襟巻に合わせて下駄を履いている。
本人は妙齢の女性の葦牙を望んでいたものの、街で不良に絡まれていた御子上に反応してしまい、成り行きで助け婚ぐことになった。クールで冷静だが、普段は御子上の我儘に振り回される苦労人的な面の方が強調されている（しかし、御子上には基本的に従順）。椎菜の羽化を妨害したユカリに怒った御子上の命令で彼女を狙ったが、直後にユカリの手で羽化した椎菜の祝詞を警戒し、御子上を抱えて逃走した。元第一期懲罰部隊のメンバーであり、「隠居」前の美哉を直接知る一人。出雲荘の美哉・松・風花を魔女達（般若・変態・アル中）と呼び、焔を気遣うなど当時の苦労を覗わせている。
鞘に納まった状態の刀を地面に突き立てて地割れを起こしたり、大地を隆起させる「破砕点」という必殺技を使う。また、アニメ第2期では鴉羽と同等に斬り結ぶ程の実力を見せた。
蜜羽（みつは）
声： - / 矢作紗友里
157センチメートル、43キログラム、B80 / W56 / H87
御子上のセキレイ。No.38。ツインテールで鞭使い。コギャル口調で喋り、生意気でキレやすい。羽化前のセキレイを御子上に献上するため秋津と共に椎菜を追い回すが、焰の妨害に遭い失敗。その後、他の羽化前のセキレイを捜索中に鴉羽と遭遇。無謀にも戦いを挑み、斬り捨てられて機能を停止した。
夜見（よみ）
声： - / 植田佳奈
163センチメートル、43キログラム、B83 / W56 / H89
御子上のセキレイ。No.43。死神の大鎌（デスサイズ）が武器。高飛車なお嬢様口調が特徴で、陰険かつサディスティックな性格。闘う相手を一糸纏わぬ姿として悦に入るのが大好きというヘンタイでもある。御子上に献上するため草野を誘拐しようとしたが、寸前で失敗し結と戦闘。武器を振るうことで放つ真空波の攻撃で結の服を切り裂くも、最後の攻撃を全てかわされ、祝詞によって鶺鴒紋を消されて敗北、機能を停止した。
DVD特典小説にも登場。冷水の事を「自分の葦牙は、本来この男だったのだ」と言う。
多姫（たき）
声： - / 高梁碧
御子上のセキレイ。No.65。霧を操り相手の目を眩ませるのが得意。アニメ第2期では秋津の能力を借りて「氷霧」を生み出し、それによって焰の炎を封じた。さらには氷霧で焰自身をも凍らせて勝利したかに見えたが、羽化を果たして能力が安定した焰の全力の炎によって破られた。
秋津（あきつ）
声： - / 小林ゆう
169センチメートル、47キログラム、B89 / W57 / H88
廃棄ナンバーのセキレイ。現在は御子上の元にいる。他と違って額に真紅の鶺鴒紋を持つ。白い長襦袢に鎖を着用。無表情で無感情。本来は後期のシングルナンバーの1人 (No.07) だが、調整に失敗したため廃棄されそうになり、逃げ出したところで御子上に拾われた。また捨てられる事を恐れ、任務を忠実に果たそうとする。
氷を操る能力を持ち、味方をサポートするのが役目。焰との戦いでは互いの能力の相性からか、最後まで互角に渡り合った。パンツの履き忘れなどのノーパンが多く焰からも指摘されている。
神蔵島の戦いで羽化することが出来るようになり、御子上のセキレイとして羽化したが力の暴走を止められないまま機能停止した。
日姫子（ひひめこ）
御子上のセキレイ。No.15。丁寧な口調ながら、言動は残酷。巨大な奇剣を武器にしている。
蜜姫（みつき）
御子上のセキレイ。No.39。蜜羽と同じ容姿であるが、関係は不明。ワイヤー使い。

### 「東」陣営
氷峨 泉（ひが いずみ）
声： - / 竹若拓磨（第1期） → 諏訪部順一 (PE)
帝都の東側に巨大な縄張りを持つ男。鶺鴒計画に対して否定的な考えを持ち、数多くの葦牙の賛同者を集めて何かを画策しているという噂がある。
狡猾な性格をしており、口が達者。ユカリを人質に椎菜を従わせた上に、更に詭弁を弄して彼を追い詰める、千穂の命を盾に、強制的に鈿女を従わせるなどといった卑劣な面も持つ。自らも多数のセキレイを羽化させているが、意に沿わぬ言動をしたり命令を遂行できない者は「要らない」と冷徹に切り捨てている。参回戦目で出会った皆人に甘言を弄して自分達と手を組まないかと持ちかけるが、彼にその本性を見抜かれて拒否された。
アニメ第2期では焰の羽化後、北陣営に積極的に干渉している。
柿崎（かきざき）
声： - / 高橋研二
氷峨の秘書を勤める男。彼自身も葦牙である。氷峨とは大学時代からの友人。
胡蝶（こちょう）
声： - / 田中晶子
柿崎のセキレイ。No.22。氷峨や柿崎のサポートを務める。松のシステムを攻撃しダウンさせた。
葛城（かつらぎ）
声： - / 金元寿子
氷峨のセキレイ。No.86。トラックスーツを着用した蹴り技中心の格闘系のセキレイ。オドオドとした性格。結との戦闘において彼女の新技「熊拳」の一撃で大ダメージを負って機能を停止した。
織刃（おりは）
声： - / 井口裕香
氷峨のセキレイ。No.101。チャクラム使い。セキレイとしての礼儀は心得ているが卑怯。ヘビが嫌い。第参段階において参回戦目に参加、葦牙を殺害する事で彼らのセキレイを全て機能停止させるべく皆人と夏朗を狙うも、灰翅戦で重傷を負い、焔を狙っていたころから因縁のあった月海の祝詞を受けて機能を停止した。
豊玉（とよたま）
声： - / 岡田栄美
氷峨のセキレイ。No.16。棒術使い。第参段階の第四回戦中に出雲荘を襲撃し、結の「くまのて」を受けて機能停止した。アニメ第2期では、鈿女と結との両者の闘いにおいて戦闘不能状態に近かった結の隙を狙い止めを刺そうとするが、鈿女に邪魔される。その代わりに、彼女の攻撃を受けた鈿女が機能を停止することになった。
壱哉（いちや）
声： - / 中村知子
氷峨のセキレイ。No.18。足技による戦術使い。
忍穂（おしほ）
第参段階に登場。紅翼の攻撃により機能を停止。
九条（くじょう）
第参段階に登場。焔の攻撃により機能を停止。
鵐（しとど）
氷峨のセキレイ。No.40。結に似た巫女服を着用。オドオドとした性格。紗緯のことを「さっちゃん」と呼んでいる。葦牙に対しての感情は恋というより恐怖に近い。風花の攻撃により機能を停止。
紗緯（さい）
氷峨のセキレイ。No.31。縞々の衣装にショートパンツを着用。すぐにキレる、蜜羽に似た性格。焔の攻撃により機能を停止。皆人を狙った最後の攻撃を鈿女が代わりに受けた。
廻衣（かいえ）
氷峨のセキレイ。No.62。第参段階の第四回戦中に出雲荘を襲撃し風花と戦った。

### 「西」陣営
真田 西（さなだ にし）
声： - / 谷山紀章
帝都西側に巨大な縄張りを持つ男。素肌に革ジャン革ズボンという服装で大型のバイクを乗り回す。自らのセキレイのうち幼い者達を「ラブリーちゃん」と呼び、溺愛している。
非常に粗暴で見境なく喧嘩っ早いが、根は真っ直ぐで単純。人格や立ち居振る舞いが瀬尾と似ている。鶺鴒計画そのものには興味がないが、自分のセキレイを守るために戦っている。第参段階の壱回戦目において、自分のセキレイに手を出した瀬尾を鉄パイプで襲撃、その仕返しで彼女達を更に陵辱した瀬尾と葦牙同士でセキレイそっちのけの壮絶な殴り合いを展開する（松曰く「想定外の戦い」、御中曰く「まあこういう戦いもアリ」）。しかし殴り合いを通じて互いに分かり合い、第四回戦では瀬尾・皆人と共闘する。その過程で美哉にぞっこんとなる。
くずり
真田のセキレイ。幼女系。原作の吹出しは、カタカナ言葉。他のセキレイのように名前の漢字表記があるのかは不明。
くじか
真田のセキレイ。くずりと同じく、原作の吹出しは、カタカナ。
しじめ
真田のセキレイ。幼児系。

### M・B・I
御中 広人（みなか ひろと）
声：関俊彦 / 同左
190センチメートル、67キログラム
皆人・ユカリの父。世界でも有数の超巨大企業M・B・Iの創業者の一人であり、また社長。大学時代、1999年に洋上に突如出現した神座島（かみくらじま）の探索中、船のような施設を発見。その後2020年に新東帝都で鶺鴒計画を発動させた。大学始まって以来の超天才と呼ばれた人物で、大変な行動力をあわせ持つが、同時に相当な奇人でもあった（高美曰く「紙一重の存在」）。葦牙の資質も持っているらしい。
自らゲームマスターを名乗って計画へ積極的に関っており、第弐段階として新東帝都を占拠。現在は第参段階を発動させ、無作為に選出したセキレイと葦牙を意図的に戦わせている。結から「博士」と呼ばれていることからセキレイ達の覚醒・調整にも関わっている模様。名前の由来は別天津神の一柱・アメノミナカヌシ（漢字では「天之御中主神」などと表記）。風花曰く、「胸に決めた1人の女（=高美）がいる」。皆人とユカリの実父だが、高美が結婚を承諾してくれず（子供達の認知もさせてもらえない）度々一緒のお墓にと求婚しては断られている。皆人が鶺鴒計画に関わった上に出雲荘に入り込んだことを面白がっている節がある。
マスコミに隠し子（皆人とユカリ）の存在をスクープされた際には、世界三位のお金持ちと報道された。
最終段階で神器の暴走により自身も機能停止している間に息子の皆人が全てを終わらせてしまったため、拗ねて神蔵島に引きこもった事が高美に語られている。
佐橋 高美（さはし たかみ）
声： - / 伊藤美紀
162センチメートル、50キログラム、B89 / W61 / H92
皆人・ユカリの母。大学時代、御中とともに神座島で船のような施設を発見した当事者。M・B・Iの創業者の一人で鶺鴒計画の主任を務めており、生まれたばかりのセキレイ達を調整したり、機能停止したセキレイを回収する任に就いている。調整中の草野を夜見の襲撃から庇った事で左目を負傷している。腐れ縁である御中との間に皆人とユカリをもうけ、気丈かつ過激な性格で皆人に対しては特に厳しく躾けて来た。子供達には製薬会社勤務だと嘘をついていた（といってもM・B・Iは製薬会社から始まったので全くの嘘ではない）が、鶺鴒計画第弐段階終盤にて皆人に接触し真実を話す。緊急時は焔へ連絡を取り、事態の収拾を依頼することがある。名前の由来は別天津神の一柱・タカミムスビ（漢字では「高御産巣日神」などと表記）。
事後、実質的なM・B・Iの指導者であり、皆人が手伝っている状態である。
浅間 建人（あさま たけひと）
声： - / 千葉進歩
美哉の夫だった人物（あくまでも夫であって葦牙ではない）。既に故人であり、回想シーンのみに登場する。生前は瀬尾の親友でもあった。出雲荘は元々彼の家だったらしく、瀬尾に留守中の維持管理を頼んでいた模様。
元M・B・Iの創業者の一人であると共に研究所員で、御中と並び「もう一人の天才」と呼ばれていた。当初「S計画」と呼ばれていた鶺鴒計画の中心に立ち、セキレイの羽化のシステムや葦牙の存在を発見した（実際は美哉から教えられた可能性がある）が、後に御中のやり方に疑問を持ち袂を分つ。シングルナンバーのほとんどを調整した人物。御中のような「紙一重」の奇人ではなかったようだが、マッド・サイエンティストな一面もあったらしく、そのため焔からは恨みを抱かれていた（美哉も笑って否定しなかった）。
袂を別った後のM・B・Iで発生した神器の暴走を止めるため、御中の制止も聴かずに暴走する力を自分自身にぶつける形で事態を収拾させ、その為に機能停止した。
この時、建人に自己犠牲を要求した鴉羽を美哉は機能停止寸前までの半殺しにし、また瀬尾は、御中が建人を「見殺しにした」と恨んでいる。
その肉体はM・B・Iで保管されている。
かつて無表情だった美哉に初めて笑顔を浮かべさせ、後に懲罰部隊を抜けて「人間」として生きる決心をさせた人物である。
サキ
163センチメートル、B81 / B60 / H86
No.55。M・B・Iの特殊諜報部員。武器は日本刀。特別企画のグラビアとして登場。本編では未登場である。
宮島（みやじま）
月海の調整者で、気丈な彼女が「婆（ばば）」と呼び心底から怯え慄く程の人物。原作第9巻の特別番外編での回想シーンで初めて後姿や顔の一部が描かれた。
美哉によると「M・B・I特別顧問」「70歳以上とは到底思えない外見」「御中広人が唯一頭の上がらない存在」「浅間建人をも上回るマッドサイエンティスト」らしい。また、月海の喋り方や性格はその影響ではないかと思えるほどにキャラが被っているところがある。

#### 第三期懲罰部隊
葦牙である壱ノ宮夏朗と、彼のセキレイである鴉羽・灰翅・紅翼の3羽から構成されている。他のセキレイを寄せ付けない圧倒的な実力を誇る。
壱ノ宮 夏朗（いちのみや なつお）
声： - / 鳥海浩輔
懲罰部隊の3羽（鴉羽、灰翅、紅翼）の葦牙。28歳。軽い性格の美形青年だが真性のゲイ。M・B・I製薬部門の平社員でもある。好きだった人が海外で死に、遺体も見ることが無かったことに激しい喪失感を覚え自殺しかけた所に鴉羽と出会い、意気投合して鴉羽の葦牙となった。
鴉羽（からすば）
声： - / 朴璐美
174センチメートル、59キログラム、B85 / W63 / H91
夏朗のセキレイ。「黒い鶺鴒」の異名を持つ。No.04。
銀灰色の長髪にミニスカート丈の振袖、ニーソックス、袖を通さず引っかけた羽織といった出で立ちで通り名の如く黒一色（後述の灰翅や紅翼、回想シーンの結女や懲罰部隊当時の美哉、松、風花、陸奥も同様の衣装）。「M・B・Iの狗」とも呼ばれる懲罰部隊の3代目筆頭で、ルールに違反したセキレイの粛清が仕事。初代から3代目までの全ての懲罰部隊に所属している唯一のセキレイ。常に笑顔を浮かべている飄然とした風だが、本性は残忍で、戦いと殺しを嗜む殺意と闘争本能の塊とも言うべき人物。しかし結によれば「何も識らない子供のような方」とのこと。太刀を武器としており、蜜羽など並のセキレイなら一太刀で斬り倒す腕を持つ。未だ本気を出したことが無く、その実力は未知数。松曰く、現在No.04と対等に戦える個体は存在しないという事（ただしNo.01が動けば別）。美哉とは浅からぬ因縁があり、また彼女を知るほとんどのセキレイから恐れられ、忌み嫌われる存在。ただし結だけには特別な親しみを示し、「むーちゃん」「鴉羽様」と互いに呼び合う仲。M・B・I本社に常駐している為、M・B・I関連の福利施設に詳しい。
第二期懲罰部隊で一緒だった結女に強い執着心を抱いており、時に彼女の魂を引き継いだ結に対してもそれを顕わにしている。結女が言い残した、結はいずれ自分より強くなるという言葉には半信半疑だったが、戦いを通じて結の鶺鴒基幹が輝きを増している事に気付き、今では一刻も早く彼女が結女を超える時が来るのを期待している。
結女が消えた事による喪失感を夏朗の喪失感に重ね合わせて意気投合し、夏朗のセキレイとなった。
灰翅（はいはね）
声： - / 斎賀みつき
169センチメートル、49キログラム、B80 / W56 / H89
夏朗のセキレイ。「蒼い鶺鴒」の異名を持つ懲罰部隊の1人（衣装は鴉羽と同じく黒一色であるが、帯が青系）。No.104。
抑揚の無い口調で喋り、いつも不敵に笑う。両手指に装着した10本の鉤爪が武器。かなり強いがうっかり屋な面があり、自分の武器で生傷が絶えないために全身を包帯で覆っている。皆人を巡る結たちの争いに巻き込まれた挙句に風花に撃退された（アニメ版では結から覚醒した結女に紅翼と一緒に放り投げられ撃退された）。また月海との戦いで川に落とされ溺れかけた経緯から、彼女を大変に敵視している。
テレビ番組を見るのが大好きで、ビデオに録画予約をしているものの録画予約忘れを思い出すと戦闘を中断し紅翼に叱られる事もしばしばある。また酒に滅法弱く、すぐ酔っ払ってしまい自身の鉤爪で頭を刺してしまうなどのドジっぷりを発揮してしまう事がある。
紅翼（べにつばさ）
声： - / 伊藤静
159センチメートル、44キログラム、B77 / W55 / H90
夏朗のセキレイ。「緋い鶺鴒」の異名を持つ懲罰部隊の1人（灰翅と同じく衣装は黒一色だが、彼女の場合髪や帯は赤系）。No.105。サイドテールなボク少女。
結と同じく近接格闘系。気が短く、そのため天然キャラである結とは徹底的に噛み合わない。結を「デカ乳女」と呼ぶが、灰翅には「寄せて上げてもBカップ」、風花には「ぺったんちゃん」とからかわれる。夏朗の性癖を知りながらも惚れ込んでおり、いずれは彼を改心させ鴉羽と灰翅を排除して独占しようと目論んでいる。高い実力を持ち、鷸と久能が帝都を脱出しようとした際には、護衛役の結を圧倒して機能停止に追い込んだ。しかし、突如覚醒した結女によってあっさりとやられてしまい、それ以後結に対して強い敵愾心を抱くようになる。第参段階・第参回戦で再戦のチャンスを得るが、結の実力も大きく上がっていたため今度は倒すどころか互角の戦いを強いられた。
打ち付けた拳から的に向けて地を這う衝撃波を放ち地面ごと粉砕する「激☆震」、自分を中心に地面に向けて衝撃波を放ち攻撃範囲内に入る者に衝撃を与える「粉☆砕」、全力で直接相手を殴り飛ばす「血☆まつり」などの必殺技を持つ。

#### 第二期懲罰部隊
結女と鴉羽の、2羽のセキレイのみから構成されていた。
結女（ゆめ）
声： - / 早見沙織
「縁（えにし）の鶺鴒」「懲罰部隊筆頭（美哉の後任の懲罰部隊二代目筆頭）」と名乗る謎のセキレイ。No.08。機能停止したはずの結から突如覚醒する形で出現した。結以上の桁外れの怪力を持ち、さらに手からは強力な光線を放つ。外見はほとんど結と同じだがこの状態では瞳に陰陽巴が（手から光線を発する時のみ）、腹に陰陽巴を伴った特別（2羽の鶺鴒が向き合った紋様）の鶺鴒紋と「08」のナンバリングが浮かぶ。
自信にあふれた口調で暑苦しく【愛】による力を説き、普段の結とは別人のような印象を与える。弱いものいじめは懲罰部隊の役割ではないと考えている模様。
第二次神蔵島侵攻の際、結がM・B・Iの敵組織に鶺鴒基幹を破壊されてしまっていたため救出に行った結女が助け出した後に自らの基幹を移植して機能停止。この移植は原作では結女の力で一瞬のうちに行われたためどういう仕掛けかは不明。
鶺鴒基幹と葦牙基幹を併せ持つ唯一の完全体の個体で有り、婚ぐ事が出来ない事による淋しさや悲しみをにじませるシーンがある。
過去の回想シーンでは、アホ毛や後ろに束ねた髪など、後の結と同じ外見的特徴が見られ、2人の関連が暗示されている。
シングルナンバーの中では後ろの方のナンバーながら、さらに特殊なNo.01 - 05の1人である鴉羽と互角に渡り合うほどの戦闘力を有する。なお鴉羽に言わせるとその強さは「反則」らしい。
鴉羽（からすば）

#### 第一期懲罰部隊
神座島が侵攻を受けた時点で既に活動可能であったNo.01からNo.05の、5羽のセキレイから構成されていた。
美哉（みや）
No.01で、懲罰部隊初代筆頭。後にM・B・Iから離反し、浅間美哉として出雲荘の管理人になる。

松（まつ）
No.02。後にM・B・Iから離反し、出雲荘の住人になってから皆人のセキレイとなる。

風花（かぜはな）
No.03。後にM・B・Iから離反し、出雲荘の住人になって（一時期出雲荘を離れたが）から皆人のセキレイとなる。

鴉羽（からすば）
No.04。M・B・Iからは離反せず、第二期・第三期の懲罰部隊にも所属して3代目筆頭となる。

陸奥（むつ）
No.05。後にM・B・Iから離反し、御子上のセキレイとなって「南」陣営につく。

### その他の登場人物
夏（なつ）
声：不明
アニメ#7に登場。足技と投げナイフを得意とするセキレイ。No.72。彼女の葦牙は不明。
鈿女に不意を付かれ背後からの攻撃によりダメージを負い、後に鶺鴒紋を消されて敗北、機能を停止した。紫色の衣装。
伊岐（いき）
声：不明
No.19。アニメ第2期第参羽で鴉羽に機能停止させられたセキレイ。二刀使い。葦牙は不明。
日村 容一（ひむら よういち）
声： - / 興津和幸
七葉の葦牙。傲慢で自己中的な性格ではあるが、内心は気が小さい。鶺鴒計画第参段階から逃れようとしていた葦牙の一人。瀬尾や皆人に帝都脱出の協力を求めるが、瀬尾からは無理だと言われ、皆人にはハルカや久能をザコ呼ばわりしたため断られる。その後鴉羽に捕まりM・B・Iに連行された。
七葉（ななは）
声：不明
No.78。葦牙は日村。皆人達との交渉決裂直後、M・B・Iに捕捉され、鴉羽に倒され機能停止した。
谷川 じゅんいち（たにがわ じゅんいち）
声： - / 宮坂俊蔵
八嶋の葦牙。八嶋に殴る蹴る等の暴行を加えていたが、実はしっかりと思っていたようで携帯の待ち受けを八嶋の写真にしていたりした。八嶋の機能停止後はユカリに制裁され、それを恨んでユカリと椎菜に100万円の懸賞金を懸けた（アニメ版には八嶋の待ち受け写真や椎菜に100万円の懸賞金の設定はない）。
八嶋（やしま）
声： - / 日笠陽子
158センチメートル、42キログラム、B85 / W55 / H86
大槌を武器とするセキレイ。No.84。葦牙の谷川に虐げられている。椎菜との戦闘において「死の庭（デス・ガーデン）」を受けて敗北。機能を停止した。祝詞で発動する「超重力の鉄鎚（グラヴィティ・ハンマー）」という技を使い、相手を粉砕する。
高野 広次（たかの こうじ）
声： - / 阿部敦
波路の葦牙。アニメ第2期第九羽にも登場。
波路（なみじ）
声： - / 藤村歩
No.73。バトルアックスを武器とするセキレイで、葦牙は高野広次。第参段階第弐回戦を勝ち抜き神器を手にするも、氷峨の差し向けた鈿女と椎菜の奇襲にあい、機能を停止する。アニメ第2期第九羽にも登場。
冷水（しみず）
声： - / 清水博之
朱魏の葦牙。アニメ第2期では、皆人の鶺鴒達を倒す為にM・B・Iの帝都タワー入り口で待ち構えるが、その場にいた一人が真田に向って馬鹿と言った事により真田が切れ、集団による大乱闘を引き起こす。
朱魏（あかぎ）
声： - / 赤城奈穂
No.56。大鎌を武器とするセキレイで、葦牙は冷水。
津田沼 修（つだぬま おさむ）
声：川田紳司 / 不明
ドラマCD版に登場する習志野の葦牙（単行本第5巻書き下ろし短編にも登場）。勤めていた会社が倒産したことで生活苦に陥り、その場しのぎの借金を重ねた末に現在は大変な貧乏生活をしている。仏頂面にして実直。故にややノリが悪い。また図太い。
習志野（ならしの）
声：高橋美佳子 / 不明
ドラマCD版に登場する津田沼のセキレイ（単行本第5巻書き下ろし短編にも登場）。No.74。名前のせいで良く「名無しのセキレイ」呼ばわりされる。
怒涛の関西弁でボケとツッコミをかます典型的なお笑い芸人気質。盾の能力を持つセキレイで強固なバリアーを周囲に張れるがその間は自分から攻撃することができない。鶺鴒計画を勝ち抜くことで津田沼の借金返済を目指すもセキレイとしての実力はかなり低く、誰彼構わず勝負を挑んでは毎回返り討ちに遭う。しかし頑丈さは人一倍であり、コントの如くその度に復活している。実際椎菜の「死の庭（デス・ガーデン）」を受けても無事だった。
甲屋怜治（こうやれいじ）
声：中村悠一
PS2のゲームに登場。プライドが高い上に思い込みが激しく、人から馬鹿にされるのを何よりも嫌う。目的は、鶺鴒計画を最後まで勝ち残り「M・B・Iを手に入れること」。
来瀬（くるせ）
声：戸松遥
PS2のゲームに登場。No.54。槍使いで、肉弾戦闘系。見た目は線が細く華奢で、本来は戦いを好む性格ではない。しかし、その戦闘力はかなり高く、槍を持たせれば無双の腕前。
夜半（やはん）
声：高垣彩陽
PS2のゲームに登場。甲屋怜冶のセキレイ。No.57。影を使って瞬間移動する能力を持つ。肉弾戦は苦手。不甲斐ない葦牙をサポートするため、偽悪的に振る舞う。褐色の肌に黒い衣装。
矢坂（やさか）
皆人の予備校の友人。浪人生。ホストクラブでアルバイトをしており、篝（焰）の知り合いではあるが、セキレイであることは知らない。漫画にのみ登場。
鹿火（かほ）
No.87。結と対になる存在で、服装も同一。ただし容姿も性格もいわゆる正統ヒロイン。第二次神蔵島侵攻の際に共に拉致され、第二次懲罰部隊に助けられた。
後に鴉羽と対決して成長を見せたものの敗れる。

## 用語
鶺鴒計画（せきれいけいかく）
2020年にM・B・I社長である御中が発動させた極秘のプロジェクト。旧称は「S計画」。その内容は108羽のセキレイを帝都に放ち、選ばれし葦牙と共に最後の1羽までバトルロイヤル方式で闘わせるというもの。最後に残った葦牙は世界の命運を手に入れ、セキレイは最も好きな人と永遠に嫁がれるという。計画には段階が存在し、その詳細は以下の通り。
- 第壱段階 - 帝都にセキレイを放つ。一定数の羽化により完了。
- 第弐段階 - セキレイ達の戦場として整備させるため、M・B・Iによって新東帝都を封鎖（ただし、検問を通れば一般人の出入りは自由）。美哉を除き唯一羽化前だった焔の羽化により、（美哉を除く）羽化可能なセキレイ全羽が羽化し完了。
- 第参段階 - M・B・Iが選んだセキレイと葦牙を指定した場所へ送り、「神器」を褒美として闘わせる。

セキレイ
鶺鴒計画の中心。葦牙を嵩天へ導くため世に放たれた108羽の存在。見かけは人間と変わらず、遺伝子的にも人間に近いが共通して鶺鴒紋があり、個体別に特化した能力を持つ。ほとんどが女性だが、（陸奥や椎菜など）男性も存在する。人間が持つ「葦牙」の能力に反応し、キスなどによる粘膜接触をすることで羽化。以後その葦牙に仕えるようになる。葦牙との精神感応能力を持つが誰にでも感応するわけでなく、相性がある模様。ただし葦牙の素質がある者であれば誰と接触しても羽化してしまい、これを悪用する者もいる。羽化したセキレイが葦牙との間に交わす誓いの言葉は「幾久しく」。
元々は神座島にて御中達が見つけた宇宙船内部でコールドスリープ状態で発見された生命体（原作での提示、テレビアニメ版では少女）である。M・B・Iでの調整（出力規模安定化の学習等。松曰く「リミッター」）が完了して初めて地上に放たれる。調整を行なわないと、出力が大きすぎたりして人間社会で生活することは困難。逆に言えば、調整前の状態で持っているのがセキレイ本来の力である。調整者として確認出来ているのは浅間建人、佐橋高美、宮島。
皆人が関わった108羽では連番2羽が対になるセキレイが多数存在しているが、過去のセキレイ達がそうであったかは不明。
宇宙船内部での確認個体数
- 【原作】成体：1体 (=No.00)、胎児：8体（=シングルナンバー）、受精卵：99体。No.00=No.01の関連を想起させる記述がある。
- 【テレビアニメ版】成体：1体（ナンバー不明、シングルナンバー）、胎児：8体（=シングルナンバー）、受精卵：99体。アニメ第2期第七羽より。

過去のセキレイ達
美哉が皆人に明かした過去におけるセキレイ達であり、嵩天から8隻の船で地上に降り立った。各船には女神1柱とセキレイ107羽が搭乗しており、各女神はそれぞれ奇魂（くしみたま=のちの神器）を一つずつ所有していた。ただし8隻のうち美哉の船は海中に没し、1999年に浮上するまで人目に触れることは無かった。残り7隻の女神とセキレイ達は葦牙と共に奇魂を巡って互いに滅ぼし合い、生き残った葦牙とセキレイが子孫を残して現代に至る葦牙の血統となった。
葦牙（あしかび）
セキレイを御する能力を持った人間。セキレイを羽化させ、その主人になることができる。一部の葦牙は複数のセキレイを羽化させることができたり、他の能力を身につけたりできる。葦牙はセキレイを新たに羽化させる度に能力が増し、よりランクの高いセキレイを羽化させることができるようになる。女性のセキレイが多いため、ほとんどが男性。葦牙が死亡した場合、その葦牙が羽化させたセキレイは機能停止する。
名前の由来は別天津神の一柱・ウマシアシカビヒコヂ（漢字では「可美葦牙彦舅尊」などと表記）。
鶺鴒紋（せきれいもん）
羽化したセキレイの証。首筋に近い背中に現れる。デザインは羽を広げた鶺鴒を真横から見たような絵と、太極図を合わせたもの。紋の出たセキレイは自分の能力を自在に扱えるようになり、葦牙と粘膜接触して祝詞を唱えることで能力の爆発的な強化が可能となる。過度のダメージを受けたり、直に紋に触れられた葦牙の違うセキレイに祝詞を唱えられると消滅し、そのセキレイは機能を停止する。
鶺鴒基幹（せきれいきかん）
鶺鴒の中枢となるもの。鶺鴒の魂とも呼ばれる。太古のセキレイの血を引く人間は遺伝的にこの基幹に相当する物を持っている。
祝詞（のりと）
セキレイが各々に固有のものを持つ言葉。羽化したセキレイしか使えない。No.11、12の光と響は双子であるため二人で一つの祝詞を唱える。
「我が誓約の○○（能力）葦牙が…」の部分が共通している。
M・B・I（エムビーアイ）
鶺鴒計画の大元である超巨大企業。元々は遺伝子系新薬の製薬メーカーであったが、他業界にも進出しその全てで成功を収めている。機能を停止したセキレイを回収する役目もある。創立者は大学時代の同級生である御中広人、佐橋高美、浅間建人の3名で現在の社長は御中。企業名の由来は製薬メーカー時代の社名「MID BIO INFORMATICS」の頭文字をとったもの。本社ビルは帝都一の高層物で、「嵩天」（こうてん）とも呼ばれている。ふつう、3文字を中黒で区切るが、（ネームプレート、私設軍の車両、制服など）横書きではピリオドで区切って表記することもある。
出雲荘（いずもそう）
美哉が大家を務める木造アパート。トイレ・風呂共同、1日2食のまかない付きで家賃は月5万円の6畳1間。出雲荘の中での暴力沙汰や不純異性交遊は禁止となっている。現在は松（201号室）、皆人（202号室）、鈿女（203号室）、結と月海（204号室）が入居。草野は大家の部屋で美哉と同室。焰は居候で風花は元住人。セキレイ達が所有しているM・B・Iマネーカード（VIP待遇により上限額なし）は美哉の一存で使用禁止となっている。
もともとは建人の家で、懲罰部隊を抜けた美哉とともに住んでいた。当時は瀬尾が建物の維持管理を引き受けていた。
神座島（かみくらじま）
1999年、地学的にありえざる隆起によって洋上に突如出現した謎の島。地図には掲載されていない。当時大学生だった御中と高美が島を探索し、葦牙能力を持つ2人を認めた美哉が招き入れたことで近代文明とは明らかに異なる船の遺跡とその中で眠る108体の生命体を発見する。セキレイはここで誕生しM・B・Iの調整によって力を制御され世に放たれるが、闘いに敗れた場合は島へ帰されてしまう。
新東帝都大学（しんとうていとだいがく）
日本一の難関といわれる大学。皆人、ハルカが2度受験に失敗している。
シングルナンバー
No.01 - No.09までのセキレイを指す。幼体でカプセルに保存されていた者達で、受精卵で保存されていたNo.10以降のセキレイとは調整のされ方が異なる（松曰く「やんちゃな」調整）。その中でも特に早期に覚醒したNo.01 - No.05には浅間建人により特殊な調整が施され、初代懲罰部隊として神座島を守るため羽化後のセキレイ以上の力が出るよう調整されていた。この初代懲罰部隊の活躍が後に「シングルナンバーは強い」という噂の元になった。ただし、松によるとやんちゃな調整=強いということではなく、受精卵から管理されて安定している後のナンバーの方がむしろ本来の力を発揮出来るとも言えるとのこと。No.06以降のシングルナンバーもほとんどは建人によって調整されたが、月海だけは例外的に宮島によって自宅の屋敷で調整された（美哉の正体などシングルナンバーなら知っているはずのことも知らなかった）。
懲罰部隊（ちょうばつぶたい）
「M・B・Iの狗」と呼ばれている、セキレイによって構成されたM・B・Iの執行部隊。かつては諸外国が神座島に眠る未知のテクノロジーを狙ってM・B・Iを襲撃した連合軍を撃退するためのものであった。
現在の部隊は第三期で、鴉羽以外の第一期メンバー（美哉、松、風花、陸奥）はM・B・Iから離反している。
神器（じんき）
「鶺鴒計画」が第参段階に移行した際に行われる戦いの褒美となっている代物。
ほとんどのことが分かっていないが、全部で8つ存在し、美哉曰く「8つすべて集めれば全てのセキレイを強制停止させることができる」どころか「セキレイの血を引く不特定多数の人類大虐殺」などもっと恐ろしいことが可能になるらしいが、詳細は不明。八角錐に似た形の水晶に球が入っており、それぞれに1 - 8の番号がついている。過去の女神達が所有し、葦牙とセキレイ達の殺し合いの果て墓所に埋められたが、M・B・Iにより再発掘された。
なお、松はこの神器の1つを盗んでおり、9巻時点まで自室に隠していた。また、「第参段階が始まる前から神器を持っている葦牙は、第参段階のシードである」らしく、松の葦牙である皆人は第参回戦まで呼び出しがなかった。
現在、御子上が第壱回戦の賞品として1の神器、氷峨が第弐回戦の勝者から奪った2の神器、皆人が第参回戦の賞品の3の神器と松が脱走時に盗んだ8の神器をそれぞれ所持しており、残りの4つはM・B・Iにあり、第参段階終了時点で懲罰部隊の夏朗に1個、瀬尾に1個、大角と鹿火に1個、真田に1個引き渡された。
8の神器は美哉の力で皆人と月海に幻視をさせており、太古の記憶や過去の記憶を呼び起こす力を持つ。
元々は荒御魂であり、それを容器に閉じ込めた状態が神器である。
嵩天（こうてん）
セキレイと女神達の出身地であり、最後まで残った葦牙とセキレイが行けることになっている場所。M・B・I本社ビル名はそこから取られているが直接の関係は無い模様。
なお、日本語上嵩天の正しい読みは（すうてん）であり、これが意図的なものかは不明。

## セキレイナンバー
セキレイ108羽には各々ナンバーが割り振られている。名称不明や既に脱落しているのは、この物語の割愛である模様。
| ナンバー (No.) | 名前        | 葦牙           | 陣営         | 調整者   | 祝詞                                             | 備考 |
| -------------- | ----------- | -------------- | ------------ | -------- | ------------------------------------------------ | --- |
| 00             | （美哉→結） |                |              |          |                                                  | 葦牙とセキレイ達の魂の裁定をする者。 発見されたとき、唯一の成体（第69話） 最終決戦でその役割は結に移行した。                                                       |
| 01             | 美哉        |                | 北           | 浅間建人 |                                                  | 元第一期懲罰部隊の1人（初代筆頭） 実は亡夫の建人が葦牙ではないため、未羽化である                                                                                   |
| 02             | 松          | 佐橋皆人       | 北           | 浅間建人 | 我が誓約の智 葦牙が世界 能く識らん               | 元第一期懲罰部隊の1人 |
| 03             | 風花        | 佐橋皆人       | 北           | 浅間建人 | 我が誓約の風 葦牙が暗雲 吹き払わん               | 元第一期懲罰部隊の1人 |
| 04             | 鴉羽        | 壱ノ宮夏朗     | M・B・I懲罰  | 浅間建人 | 我が誓約の刃 葦牙が怨敵 鏖殺せん                 | 第一期 - 第三期懲罰部隊の1人（三代目筆頭） |
| 05             | 陸奥        | 御子上隼人     | 南           | 浅間建人 | 我が誓約の大地 葦牙が領地 護り拡げん             | 元第一期懲罰部隊の1人 |
| 06             | 焰          | 佐橋皆人       | 北           | 浅間建人 | 我が誓約の炎 葦牙が業 燃やし尽くさん             | セキレイのプロトタイプ。他のセキレイとは異なる特性を持つ |
| 07             | 秋津        | 御子上隼人     | 南           |          | 我が誓約の氷 葦牙が殃禍 凍破せん                 | 調整失敗により廃棄ナンバーとなる。 |
| 08             | 結女        |                |              |          |                                                  | 元第二期懲罰部隊の二代目筆頭。 鴉羽のライバル的存在であったが、機能停止した結に基幹を譲り渡して機能停止した。 鶺鴒基幹と葦牙基幹を揃って持つ唯一の完全体であった。 |
| 09             | 月海        | 佐橋皆人       | 北           | 宮島     | 吾が誓約の水 葦牙が穢れ 禊ぎ祓わん               | |
| 10             | 鈿女        | 日高千穂       | 北→東→北     | 浅間建人 | 我が誓約の比礼 葦牙が悪夢 払い舞わん             | 機能停止 |
| 11             | 光          | 瀬尾香         | 北           | 浅間建人 | 我らが誓約の迅雷 葦牙が厄災 打ち抜かん           | |
| 12             | 響          | 瀬尾香         | 北           | 浅間建人 | 我らが誓約の迅雷 葦牙が厄災 打ち抜かん           | |
| 13             | 天羽        | 屋代いつき     |              |          | 我が誓約の掌 葦牙が敵 握り潰さん                 | 第118話扉に登場 |
| 14             | 千与        | 真田西         | 西           |          |                                                  | |
| 15             | 日姫子      | 御子上隼人     | 南           |          |                                                  | |
| 16             | 豊玉        | 氷峨泉         | 東           |          |                                                  | |
| 17             | 夕那        | 真田西         | 西           |          |                                                  | |
| 18             | 壱哉        | 氷峨泉         | 東           |          |                                                  | |
| 19             | 伊岐        |                |              |          |                                                  | 機能停止 |
| 20             | 二十重      | 真田西         | 西           |          |                                                  | |
| 22             | 胡蝶        | 柿崎           | 東           |          |                                                  | |
| 27             | 丹南        | 武藤           |              |          |                                                  | |
| 28             | 丹羽        |                |              |          |                                                  | |
| 31             | 紗緯        | 氷峨泉         | 東           |          |                                                  | 機能停止 |
| 37             | 名称不明    |                |              |          |                                                  | |
| 38             | 蜜羽        | 御子上隼人     | 南           |          |                                                  | 機能停止 |
| 39             | 蜜姫        | 御子上隼人     | 南           |          |                                                  | |
| 40             | 鵐          | 氷峨泉         | 東           |          |                                                  | 機能停止 |
| 43             | 夜見        | 御子上隼人     | 南           |          |                                                  | 機能停止 |
| 44             | 夜管        |                |              |          | 我が誓約の腕 葦牙が敵 捕え縛さん                 | |
| 54             | 来瀬        |                |              |          |                                                  | ゲームのみ登場 葦牙はゲームの登場人物 |
| 55             | サキ        |                | M・B・I 諜報 |          |                                                  | 本編未登場 |
| 56             | 朱魏        | 冷水           |              |          |                                                  | 本編未登場（アニメ・DVD特典小説登場） |
| 57             | 夜半        | 甲屋怜治       |              |          | 我が誓約の闇 葦牙が足跡 覆い消さん               | ゲームのみ登場 |
| 62             | 廻衣        | 氷峨泉         | 東           |          | 我が誓約の鞭 葦牙が立敵 裂き破らん               | |
| 65             | 多姫        | 御子上隼人     | 南           |          |                                                  | |
| 72             | 夏          |                |              |          |                                                  | 機能停止（名前はアニメ版から） |
| 73             | 波路        | 高野広次       |              |          |                                                  | 機能停止 |
| 74             | 習志野      | 津田沼修       |              |          | 我が誓約の盾 葦牙が難儀 受け止めん               | 2007年版ドラマCD登場、本編での登場は少なかったがM・B・Iの危機の際に悪魔と死神コンビと和解して防衛に当たった。                                                      |
| 75             | 捺花        |                |              |          |                                                  | |
| 78             | 七葉        | 日村容一       |              |          |                                                  | 機能停止 |
| 79             | 名称不明    |                |              |          |                                                  | 機能停止 |
| 82             | 玻璃        | 國満浩之       |              |          |                                                  | |
| 84             | 八嶋        | 谷川じゅんいち |              |          | 我が誓約の鎚 葦牙が敵 叩き潰さん                 | 機能停止 |
| 86             | 葛城        | 氷峨泉         | 東           |          |                                                  | 機能停止 |
| 87             | 鹿火        | 大角折彦       |              |          | 我が誓約の舞 葦牙が厄 薙ぎ払わん                 | 焔羽化直前の回想などに登場、第118話で名前と葦牙が明示された |
| 88             | 結          | 佐橋皆人       | 北           | 佐橋高美 | 我が誓約の拳 葦牙が禍 打ち砕かん                 | |
| 95             | 久能        | 鷸ハルカ       |              |          | 我が誓約の歌 葦牙が道 光照らさん                 | ドロップアウトしていたが、M・B・Iの危機の際には帝都に復帰、ユカリ達と共に戦っている。                                                                              |
| 101            | 織刃        | 氷峨泉         | 東           |          | 我が誓約の飛輪 葦牙が害敵 斬り刻まん             | 機能停止 |
| 104            | 灰翅        | 壱ノ宮夏朗     | M・B・I懲罰  |          | 我が誓約の鉤爪 葦牙が獄卒 挽き裂かん             | 第三期懲罰部隊の1人 |
| 105            | 紅翼        | 壱ノ宮夏朗     | M・B・I懲罰  |          | 我が誓約の掌 葦牙が拷石 粉砕せん                 | 第三期懲罰部隊の1人 紅翼にとって、結はライバルらしき存在となっている                                                                                               |
| 106            | しじめ      | 真田 西        | 西           |          | 我が誓約の袖 葦牙が壁 砕き拓かん                 | |
| 107            | 椎菜        | 佐橋ユカリ     |              | 佐橋高美 | 我が誓約の骸 葦牙が十字架 朽ち果たさん           | 氷峨にユカリを人質に取られ協力するよう脅迫されたが、脱出する |
| 108            | 草野        | 佐橋皆人       | 北           | 佐橋高美 | わがせいやくのいのち あしかびがほし さざめかさん | |
| ?              | くずり      | 真田 西        | 西           |          | 我が誓約の踵 葦牙が壁 砕き拓かん                 | |
| ?              | くじか      | 真田 西        | 西           |          | 我が誓約の肘 葦牙が壁 砕き拓かん                 | |
| ?              | 九条        | 氷峨泉         | 東           |          |                                                  | 機能停止 |
| ?              | 忍穂        | 氷峨泉         | 東           |          |                                                  | 機能停止 |
| ?              | 廻刃        | 氷峨泉         | 東           |          |                                                  | |
| ?              | 美海        | 武藤           |              |          |                                                  | 機能停止、第弐段階で七葉に倒された |
| ?              | 緑乃        |                |              |          |                                                  | |
| ?              | 百          | 御子上隼人     | 南           |          |                                                  | |
| ?              | 銃左        | 御子上隼人     | 南           |          |                                                  | |

## 備考・その他
- 用語に度々『日本書紀』または『古事記』から引用したものが出てくる。ただし展開は神話になぞらえたものではない。
- セキレイの名前は日本神話に出てくる名称だったり、単に数字を音訓読みしただけのもある。また、一部の登場人物は千葉県習志野市の地名から取ったものもある（津田沼など）。なお、秋津は日本神話に出てくる名称にも千葉県習志野市の地名から取ったものにも該当する。
- カラーページになると入浴シーンが入るのは作者曰く「お約束」とのこと。
- コミックス1巻第参話「萌（キザ）ス帝都（マチ）」は「モザステイト」と誤植されていた。重版で正しく修正されている。
- コミックス1巻の（目次は正しいが）本編の題名は、「緑の少女」であるところを「縁の少女」と誤植されている。
- コミックス2巻以降は内表紙に作者の遊び心な絵が載っている。
- 作者がコミックマーケットでサークル参加している事から、2005年年末の冬コミが近くなる頃には「当作品の同人誌を自ら出すのでは？」とファンから予想されていたが、作者はそれに対して自らのホームページで「一切扱ってません。描けません」[7]と否定した。

## 書誌情報
- 極楽院櫻子 『セキレイ』 スクウェア・エニックス〈ヤングガンガンコミックス〉、全19巻
  1. 2005年6月25日発売[8]、ISBN 4-7575-1457-3
  2. 2005年11月25日発売[9]、ISBN 4-7575-1553-7
  3. 2006年5月25日発売[10]、ISBN 4-7575-1684-3
  4. 2007年1月25日発売[11]、ISBN 978-4-7575-1933-6
  5. 2007年7月25日発売[12]、ISBN 978-4-7575-2051-6
  6. 2008年3月25日発売[13]、ISBN 978-4-7575-2243-5
  7. 2008年7月25日発売[14]、ISBN 978-4-7575-2329-6
  8. 2009年2月25日発売[15]、ISBN 978-4-7575-2498-9
  9. 2009年12月25日発売[16]、ISBN 978-4-7575-2757-7
  10. 2010年6月25日発売[17]、ISBN 978-4-7575-2914-4
  11. 2010年12月25日発売[18]、ISBN 978-4-7575-3105-5
  12. 2011年10月25日発売[19]、ISBN 978-4-7575-3397-4
  13. 2012年7月25日発売[20]、ISBN 978-4-7575-3674-6
  14. 2013年3月25日発売[21]、ISBN 978-4-7575-3909-9
  15. 2013年11月25日発売[22]、ISBN 978-4-7575-4142-9
  16. 2014年6月25日発売[23]、ISBN 978-4-7575-4312-6
  17. 2015年3月25日発売[24]、ISBN 978-4-7575-4549-6
    - 「初回限定特装版」同日発売[25]、ISBN 978-4-7575-4550-2

  18. 2015年10月24日発売[26]、ISBN 978-4-7575-4772-8
  19. 2018年4月25日発売[27]、ISBN 978-4-7575-5711-6

## 関連商品
- イラスト集 『極楽院櫻子 ビジュアルコレクションブック SEKIREI -ENGAGEMENT-』 スクウェア・エニックス、2007年。ISBN 978-4-7575-2039-4
- 『ドラマCD セキレイ』 フロンティアワークス、2007年。品番・FCCC-0066。

## テレビアニメ
第1期
2008年7月から9月まで独立UHF局にて放送された。ハイビジョン制作。放送開始に先駆け、東京国際アニメフェア2008のアニプレックスブースでPV映像が流された。
第2期
2009年8月9日に、テレビアニメ公式サイト上にて『セキレイ〜Pure Engagement〜』（セキレイ ピュア・エンゲージメント）のタイトルで制作が発表された。2010年6月13日にTOKYO MXにて第1話（第壱羽）が先行放送された後、同年7月から9月まで独立UHF局にて放送された。ハイビジョン制作。主要なスタッフや声優は第1期と同じ。原作と大幅に展開が異なる点が多数ある。最終話ラストシーンでは、「to be continued...?」とクレジットされている。

### スタッフ
- 監督 - 草川啓造[3]
- シリーズ構成・脚本 - 吉岡たかを
- キャラクターデザイン - 友岡新平
- デザインワークス - 大塚あきら
- 美術監督 - 東潤一（第1期）→笠井美枝（第2期）
- カラーデザイン - 甲斐けいこ（第1期のみ）、篠原愛子
- 撮影監督 - 中山敦史（第1期）→北岡正（第2期）
- 編集 - 布施由美子、野尻由紀子
- 音楽 - 佐野広明
- 音響監督 - 明田川仁
- プロデューサー - 清水博之（第2期はチーフプロデューサー）、斎藤俊輔（第2期）、金庭こず恵
- アニメーション制作 - セブン・アークス[3]
- 製作 - 鶺鴒計画（アニプレックス、セブン・アークス、ムービック）

### 主題歌
第1期
オープニングテーマ「セキレイ」
作詞 - ヤスカワショウゴ / 作曲・編曲 - 神前暁 (MONACA) / 歌 - 結（早見沙織）、月海（井上麻里奈）、草野（花澤香菜）、松（遠藤綾）
Strings Arrangement - 高田龍一
- 『BS熱中夜話』のアニメソングナイト第二夜において、ゲスト出演した神前暁が「『サクラ大戦3 〜巴里は燃えているか〜』の主題歌「御旗のもとに」の影響を受けて作曲した」という主旨の発言をし、番組中でサビの部分の比較をした。また、「御旗のもとに」の作曲者の田中公平も同席しており、「同じ匂いを感じた」という発言をした。

エンディングテーマ
「Dear sweet heart」（第2話 - 第10話、第12話）
作詞 - ヤスカワショウゴ / 作曲・編曲 - 神前暁 / 歌 - 結（早見沙織）、月海（井上麻里奈）、草野（花澤香菜）、松（遠藤綾）
「きみを想うとき」（第11話）
作詞 - ヤスカワショウゴ / 作曲・編曲 - 岡部啓一 (MONACA) / 歌 - 結（早見沙織）
第2期
オープニングテーマ「白翼ノ誓約〜Pure Engagement〜」（第1話 - 第12話）
作詞 - ヤスカワショウゴ / 作曲 - 岡部啓一 (MONACA) / 編曲 - 岡部啓一、高田龍一 (MONACA) / 歌 - 結（早見沙織）、月海（井上麻里奈）、草野（花澤香菜）、松（遠藤綾）
エンディングテーマ
「おんなじきもち」（第1話 - 第9話、第11話 - 第13話）
作詞 - meg rock / 作曲・編曲 - 神前暁 / 歌 - 結（早見沙織）、月海（井上麻里奈）、草野（花澤香菜）、松（遠藤綾）
「おぼえているから」（第10話）
作詞 - ヤスカワショウゴ / 作曲・編曲 - 岡部啓一 (MONACA) / 歌 - 結（早見沙織）
Strings Arrangement - 高田龍一 (MONACA)
劇中歌「Change the World」（第13話）
作詞 - ヤスカワショウゴ / 作曲・編曲 - 岡部啓一 (MONACA) / 歌 - 結（早見沙織）
Strings Arrangement - 帆足圭吾 (MONACA)

### 各話リスト
| 話数            | サブタイトル | 絵コンテ                   | 演出                | 作画監督                   |       |
| 第1期           | 第1期        | 第1期                      | 第1期               | 第1期                      | 第1期 |
| --------------- | ------------ | -------------------------- | ------------------- | -------------------------- | ----- |
| 第壱羽          | セキレイ     | 草川啓造                   | 草川啓造            | 友岡新平                   |       |
| 第弐羽          | 新屋ノ扉     | 吉田泰三                   | 吉田泰三            | 小森篤                     |       |
| 第参羽          | 緑ノ少女     | 草川啓造                   | 中山敦史            | 橋本貴吉                   |       |
| 第四羽          | 出雲荘奇談   | 福田道生                   | 園田雅裕            | 玉木慎吾                   |       |
| 第五羽          | 水ノ鶺鴒     | 草川啓造                   | 小平麻紀            | 大城勝                     |       |
| 第六羽          | 出雲荘花軍   | 斉藤良成                   | 斉藤良成            | 斉藤良成                   |       |
| 第七羽          | 黒ノ鶺鴒     | 静野孔文                   | 中山敦史            | 小森篤                     |       |
| 第八羽          | 閉ジタ帝都   | 草川啓造                   | 吉田泰三            | 友岡新平                   |       |
| 第九羽          | 比礼ト風     | 井上修                     | 小平麻紀            | 橋本貴吉                   |       |
| 第十羽          | 脱出前夜     | 福田道生                   | 奥野耕太            | 玉木慎吾 大城勝            |       |
| 第十一羽        | 鶺鴒紋消失   | 山口吾郎                   | 中山敦史            | 小森篤 斉藤良成            |       |
| 最終羽          | 縁ノ鶺鴒     | 草川啓造                   | 草川啓造            | 友岡新平                   |       |
| 第2期           |              |                            |                     |                            |       |
| 第零羽 閑話弐題 | 鶺鴒診断     | 吉田泰三                   | 吉田泰三            | 北村友幸                   |       |
| 第零羽 閑話弐題 | 鶺鴒余暇     | 吉田泰三                   | 吉田泰三            | 吉成鋼                     |       |
| 第壱羽          | 静ナル予兆   | 友岡新平                   | 友岡新平            | 友岡新平                   |       |
| 第弐羽          | 風立チヌ     | 大脊戸聡                   | 大脊戸聡            | 丸山隆 伊東克修 新家由貴男 |       |
| 第参羽          | 風ノ答エ     | 玉木慎吾                   | 玉木慎吾            | 玉木慎吾                   |       |
| 第四羽          | 最後ノ一羽   | 福本潔                     | 福本潔              | 山本真嗣                   |       |
| 第五羽          | 炎ノ鶺鴒     | 小平麻紀                   | 小平麻紀            | 清水空翔                   |       |
| 第六羽          | 婚グ言葉     | うえだひでひと 友岡新平    | 岡辰也              | 山本善哉                   |       |
| 第七羽          | 遠イ物語     | 青柳宏宜                   | 青柳宏宜            | 橋本貴吉                   |       |
| 第八羽          | 草ノ遊戯     | 島津裕行                   | 津田尚克            | 相坂直紀 伊東克修          |       |
| 第九羽          | 数多ノ絆     | 小平麻紀                   | 小平麻紀            | 砂川正和                   |       |
| 第十羽          | 果ツル空     | 福田道生                   | 青柳宏宜            | 玉木慎吾 坂田理            |       |
| 第十一羽        | 祭ノ準備     | くるおひろし               | くるおひろし 玉田博 | 野道佳代 谷口繁則          |       |
| 第十二羽        | 乱戯ノ塔     | 島津裕行                   | 信田ユウ 中山敦史   | 橋本貴吉                   |       |
| 最終羽          | 真実ノ絆     | 福田道生 島津裕行 草川啓造 | 草川啓造            | 友岡新平                   |       |

- 第零羽は第2期DVD&Blu-ray Disc第1巻収録の未放映エピソード。

### 放送局
基本的に各放送局とも内容は同じであるが、放送局毎に倫理的な基準が異なり、一部の回の映像にて音声は同じではあるが、過激な描写（パンチラ、乳首の露出）を規制するため、人の配置や湯気の濃度を換えるなどの処置がされているなど、複数の版が存在する。
| 放送地域   | 放送局             | 放送期間                | 放送日時           | 放送系列           | 備考             |
| 第1期      | 第1期              | 第1期                   | 第1期              | 第1期              | 第1期            |
| ---------- | ------------------ | ----------------------- | ------------------ | ------------------ | ---------------- |
| 東京都     | TOKYO MX           | 2008年7月2日 - 9月17日  | 水曜 23:30 - 24:00 | 独立UHF局          |                  |
| 千葉県     | チバテレビ         | 2008年7月5日 - 9月20日  | 土曜 25:35 - 26:05 | 独立UHF局          |                  |
| 神奈川県   | tvk                | 2008年7月5日 - 9月20日  | 土曜 26:30 - 27:00 | 独立UHF局          |                  |
| 埼玉県     | テレ玉             | 2008年7月7日 - 9月22日  | 月曜 26:00 - 26:30 | 独立UHF局          |                  |
| 京都府     | KBS京都            | 2008年7月8日 - 9月23日  | 火曜 25:30 - 26:00 | 独立UHF局          |                  |
| 兵庫県     | サンテレビ         | 2008年7月8日 - 9月23日  | 火曜 26:10 - 26:40 | 独立UHF局          |                  |
| 中京広域圏 | メ〜テレ           | 2008年7月9日 - 10月1日  | 水曜 26:50 - 27:20 | テレビ朝日系列     |                  |
| 福岡県     | TVQ九州放送        | 2008年7月9日 - 9月24日  | 水曜 26:08 - 26:38 | テレビ東京系列     |                  |
| 北海道     | テレビ北海道       | 2008年7月11日 - 9月26日 | 金曜 26:30 - 27:00 | テレビ東京系列     |                  |
| 第2期      |                    |                         |                    |                    |                  |
| 東京都     | TOKYO MX           | 2010年7月4日 - 9月26日  | 日曜 23:30 - 24:00 | 独立UHF局          | E!TV枠           |
| 京都府     | KBS京都            | 2010年7月6日 - 9月28日  | 火曜 25:00 - 25:30 | 独立UHF局          |                  |
| 福岡県     | TVQ九州放送        | 2010年7月6日 - 9月28日  | 火曜 26:23 - 26:53 | テレビ東京系列     |                  |
| 北海道     | テレビ北海道       | 2010年7月7日 - 9月29日  | 水曜 26:20 - 26:50 | テレビ東京系列     |                  |
| 中京広域圏 | メ〜テレ           | 2010年7月7日 - 9月29日  | 水曜 27:09 - 27:39 | テレビ朝日系列     |                  |
| 兵庫県     | サンテレビ         | 2010年7月8日 - 9月30日  | 木曜 26:10 - 26:40 | 独立UHF局          |                  |
| 日本全域   | ニコニコチャンネル | 2010年7月9日 - 10月1日  | 金曜 3:00 更新     | インターネット配信 | 最新話1週間無料  |
| 日本全域   | AT-X               | 2010年7月15日 - 10月7日 | 木曜 9:30 - 10:00  | CS放送             | リピート放送あり |

TOKYO MXでは第2期開始に先駆けて第1期の再放送を実施（2010年4月4日から毎週日曜23時30分 - 24時00分〈E!TV枠内〉）。地上波ではこれが唯一の再放送編成となっている。

#### 特別番組
第1期放送開始直前に、同時期のアニプレックス系作品2作を紹介する特別番組『新作アニメ総力特集! この夏イチ押しアニメSP』が放映された。前半は『セキレイ』、後半は『鉄腕バーディー DECODE』を特集した構成。
| 放送局     | 放送日        | 放送時間     |
| ---------- | ------------- | ------------ |
| TOKYO MX   | 2008年6月25日 | 本放送に同じ |
| チバテレビ | 2008年6月28日 | 本放送に同じ |
| tvk        | 2008年6月28日 | 本放送に同じ |
| テレ玉     | 2008年6月30日 | 本放送に同じ |
| KBS京都    | 2008年7月1日  | 本放送に同じ |
| サンテレビ | 2008年7月1日  | 本放送に同じ |

また、第2期放送開始直前には『セキレイPure Engagement 放送直前特番』が放映された。こちらは放送を控えた第2期の最新映像、第1期の名場面集、キャスト座談会などで構成。
| 放送局   | 放送日        | 放送時間                              |
| -------- | ------------- | ------------------------------------- |
| TOKYO MX | 2010年6月27日 | 日曜 24:00 - 24:30                    |
| AT-X     | 2010年7月8日  | 木曜 9:30 - 10:00（リピート放送あり） |

### 短編OVA
「初メテノオツカイ」
2009年3月25日に発売された完全生産限定版DVD第六巻同梱の特典DVD収録（後に発売の第1期BD-BOXにも収録）、未放映エピソード。草野が初めてお買い物勝負（初めてのお使い）に参戦するエピソード。

### インターネットラジオ
セキレイに関連したインターネットラジオが配信されている。
セキレイらじお
2008年5月16日より、テレビアニメ公式サイトにて全11回配信された。更新は月1回（第4金曜日）。パーソナリティは結役の早見沙織。また、『セキレイらじお』更新時にはそれに対応する形で『セキレイ裏らじお スウィーツ』も配信されている。パーソナリティーは早見とアニプレックスの清水博之。ただし、第2回以降は清水に代わり同社の高橋祐馬が登場した。
- ゲストパーソナリティ
  - 第1回、第6回 - 花澤香菜（草野役）
  - 第2回、第7回 - 遠藤綾（松役）
  - 第3回 - 井上麻里奈（月海役）
  - 第4回 - 立花慎之介（『セキレイらじお』はセキレイを演じる役者のみ出演可能というスタンスのため、役名なしの「タダの立花慎之介」として紹介された）
  - 第8回 - 極楽院櫻子（原作者）、立花慎之介（第4回と同じ理由から、極楽院櫻子先生の付き人として登場）
  - 第11回 - 早見沙織の母（第10回の『セキレイ裏らじお スウィーツ』にて、高橋祐馬が番組のリスナーでもあった早見の母に出演依頼。その結果、母と娘による親子ラジオが実現した）

アシカビらじお
『セキレイらじお』と対をなすラジオ。
『セキレイらじお』と同様にテレビアニメ公式サイトにて全3回配信された。葦牙を演じる役者のみ出演するというスタンスになっていた。更新は毎月第5金曜日と『セキレイらじお』に比べ、頻度が少ない。
- パーソナリティ
  - 第1回 - 阿澄佳奈（佐橋ユカリ役）
  - 第2回 - 立花慎之介（佐橋皆人役）
  - 第3回 - 高橋祐馬

- ゲスト - 清水博之

### ドラマCD
- セキレイ サウンドステージ01（2008年8月27日発売、品番・KICA-931）
- セキレイ サウンドステージ02（2008年10月22日発売、品番・KICA-932）
  - 脚本を『魔法少女リリカルなのは』で知られる都築真紀[31]が担当。
- DVD特典（DVD第弐巻&四巻収録のドラマCD）
  - 「大家サンハ見タ! 帝都湯ケムリ殺人事件!?」出雲荘編
  - 「大家サンハ見タ! 帝都湯ケムリ殺人事件!?」瀬尾一家編
    - 脚本をアニメ版シリーズ構成の吉岡たかをが担当。
- PS2用ソフト「未来からのおくりもの」特典
  - 「灼熱ノ海水浴場」
  - 「一時ノ安息、ソノ後……」
  - 「終ワラナイ掃除」

## ゲーム
2009年10月29日に、PlayStation 2用ソフト『セキレイ〜未来からのおくりもの〜』がアルケミストより発売された。
主題歌
オープニングテーマ「約束 I'm with You」
作詞 - ヤスカワショウゴ / 作曲・編曲 - 岡部啓一 (MONACA) / 歌 - 結（早見沙織）、月海（井上麻里奈）、草野（花澤香菜）、松（遠藤綾）
エンディングテーマ「SURVIVE BABY SURVIVE!」
作詞 - ヤスカワショウゴ / 作曲・編曲 - 神前暁 (MONACA) / 歌 - 結（早見沙織）、月海（井上麻里奈）、草野（花澤香菜）、松（遠藤綾）